# Llanfair (Gwynedd)
Llanfair je vesnice v oblasti Ardudwy ve správní oblasti Gwynedd na severozápadě Walesu. Nachází se západně od pobření silnice mezi obcí Llanbedr a městem Harlech, v blízkosti vesnice Llandanwg. Nachází se zde farní kostel Panny Marie pocházející ze dvanáctého století. V devatenáctém století proběhla jeho rekonstrukce a později byl zapsán do seznamu listed buildings. V blízkosti vesnice se nachází břidlicový důl Chwarel Hen založený v devatenáctém století a uzavřený počátkem následujícího století.